# Инден (Рейнланд)
И́нден (нем. Inden [ˈɪndn̩]) — община в Германии, в земле Северный Рейн-Вестфалия.

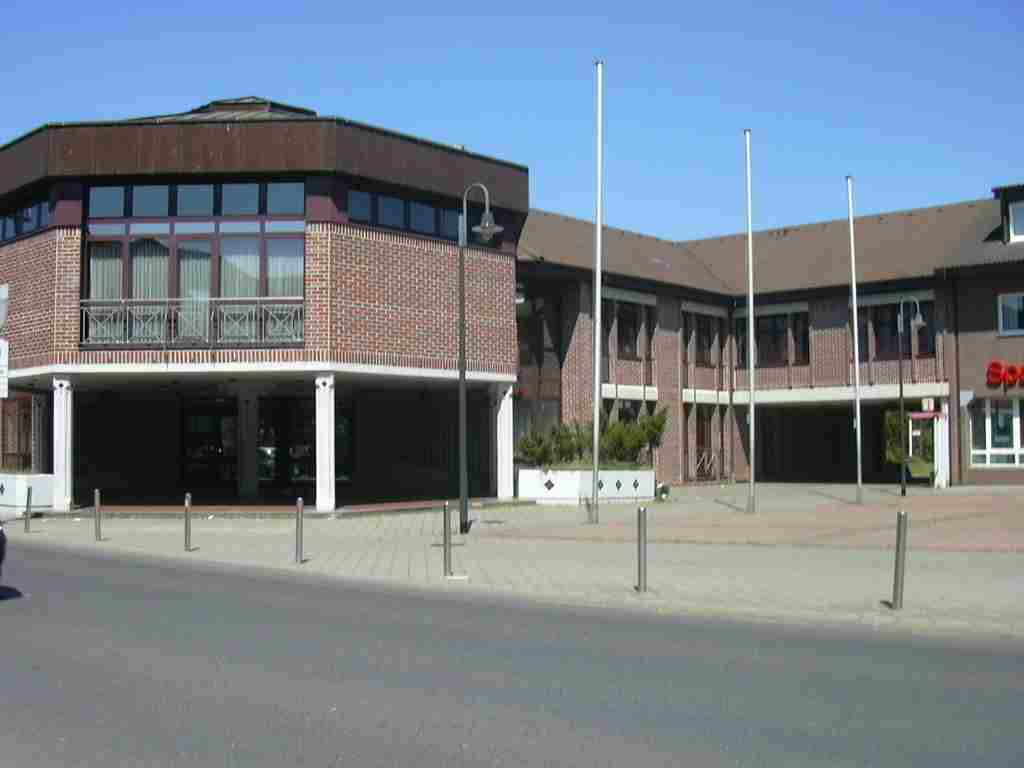
Ратуша

Подчиняется административному округу Кёльн. Входит в состав района Дюрен. Население составляет 6853 человека (на 31 декабря 2010 года). Занимает площадь 35,92 км².
Коммуна подразделяется на 7 сельских округов.